# Florence Welch
Florence Leontine Mary Welch (Londra, 28 agosto 1986) è una cantautrice, scrittrice e produttrice discografica britannica.
Componente principale nonché fondatrice insieme a Isabella Summers del gruppo musicale dei Florence and the Machine, si distingue soprattutto per la sua personalità carismatica e l'intensità vocale.

## Biografia
Nata e cresciuta a Londra, ha studiato presso la Thomas' London Day School per poi passare alla Alleyn's School situata nella zona sud-est della città, dove ebbe un buon rendimento, nonostante le fossero state diagnosticate sia la dislessia che la disprassia. Dopo aver lasciato la scuola, ha studiato presso il Camberwell College of Arts, prima di ritirarsi per concentrarsi sulla sua musica.
Florence Welch è figlia di una professoressa statunitense di storia rinascimentale presso la Queen Mary, University of London, e di Nick Welch, un dirigente pubblicitario; è inoltre nipote del satirista Craig Brown ed ha come zio l'attore ed ex modello John Stockwell. Il papà Nick, secondo Q Magazine, avrebbe contribuito alla «formazione rock and roll della famiglia» influenzando musicalmente la figlia, che in giovane età ha trovato ispirazione in gruppi come Green Day e Nirvana. Le influenze che la madre ha esercitato sull'adolescente Florence sono invece maggiormente legate alle arti visive.

### Florence and the Machine
Nel periodo in cui l'amica Isabella Summers iniziò a remixare canzoni della band Ludes, Florence visitava assiduamente lo studio di registrazione, essendo all'epoca fidanzata con il chitarrista del gruppo, Matt Alchin: Isabella rimane impressionata dalle sue capacità canore. Un giorno dunque, dato che Isabella voleva già da tempo iniziare a scrivere canzoni pop, le due decidono di formare un loro gruppo. Florence ed Isabella sviluppano subito una sintonia creativa basata sui brillanti testi della prima e sul forte senso del ritmo della seconda, che grazie al suo talento in campo di musica elettronica riceve il soprannome di «Machine». Questo porta le due ad esibirsi con il nome di Florence Robot/Isa Machine, che successivamente viene però accorciato in Florence and The Machine in quanto troppo lungo.
La prima pubblicazione, l'album Lungs, è avvenuta nel 2009: il progetto regala la notorietà al gruppo a livello internazionale, divenendo uno dei dischi più venduti nel Regno Unito e venendo premiato come album britannico dell'anno nell'ambito dei BRIT Awards 2010.
Nel 2011, il gruppo pubblica il secondo album di inediti Ceremonials, trainato dai singoli di successo planetario Shake It Out e Spectrum (Say My Name), quest'ultimo giunto al vertice delle graduatorie britanniche.
In seguito al Ceremonials Tour, volto a promuovere l'omonimo disco di appartenenza, Florence Welch ha immediatamente cominciato a lavorare al terzo album in studio, i cui testi sono influenzati dal periodo caotico che la cantante dovette in precedenza affrontare. Proprio per questo il nuovo lavoro dei Florence and the Machine, intitolato How Big, How Blue, How Beautiful e pubblicato nel 2015, è divenuto più personale rispetto ai precedenti. Esso è stato promosso attraverso la presenza del gruppo a numerosi festival musicali, tra cui il celebre Glastonbury Festival.
I Florence and the Machine pubblicano il quarto album in studio, High as Hope, il 29 giugno 2018. Il disco è il primo del gruppo ad essere interamente scritto e prodotto da Welch in collaborazione di Emile Haynie.
Il 13 maggio 2022 viene pubblicato Dance Fever, il quinto album in studio del gruppo, prodotto dalla stessa Welch insieme a Jack Antonoff e Dave Bayley dei Glass Animals. L'album è stato anticipato dai singoli King, Heaven Is Here e My Love ed è stato descritto da Florence come una «favola scandita in quattordici brani».

### Carriera solista e altre attività
Nell'ottobre 2012, arriva il suo primo lavoro da cantante solista. Infatti, in questo periodo, il disc jockey scozzese Calvin Harris piazza sul mercato il singolo Sweet Nothing, cantato proprio dalla Welch. Il brano si è collocato in cima alle graduatorie di Regno Unito e Irlanda e al secondo posto in Australia e Nuova Zelanda, e ha ricevuto una candidatura ai Grammy Awards 2014 nella sezione miglior registrazione dance. Il 29 novembre 2012, la cantante sale sul palco della O2 Arena di Londra durante un concerto del gruppo The Rolling Stones, con i quali si esibisce sulle note di Gimme Shelter.
Nel settembre 2016, la cantante statunitense Lady Gaga annuncia di aver realizzato una canzone con Florence Welch. Il brano, intitolato Hey Girl, fa parte dell'album in studio Joanne pubblicato il 21 ottobre successivo. Nello stesso anno, Florence Welch collabora con Square Enix, una delle più importanti case videoludiche mondiali, scrivendo due inediti Too Much Is Never Enough e I Will Be, e donando una sublime interpretazione dell'eterna Stand By Me per il videogioco Final Fantasy XV.
Nel 2017 partecipa con un cameo al film Song to Song, diretto da Terrence Malick, e collabora con Rick Nowels per la stesura del brano To Be Human, impiegato nella colonna sonora del film Wonder Woman, interpretato da Sia e Labrinth. Nel medesimo anno è stata insignita dell'Ivor Novello Award.
Nel luglio 2018, pubblica il suo primo libro, intitolato Useless Magic: Lyrics and Poetry. L'opera contiene testi dei suoi brani, poesie inedite e disegni utilizzati per promuovere gli album della band. Nel 2024 scrive la partitura del musical Gatsby, adattamento del romanzo di Francis Scott Fitzgerald, portato al debutto all'American Repertory Theatre di Cambridge.

## Stile musicale
Florence Welch possiede una voce da mezzosoprano che si estende per tre ottave e tre note. Comparata più volte ad artisti femminili quali Kate Bush, Siouxsie Sioux, PJ Harvey, Shirley Manson, Alison Goldfrapp, Tori Amos e Björk, ha ricevuto il consenso generale da parte della critica musicale per quanto riguarda l'interpretazione vocale, definita come «potente e profonda».
I temi trattati da Florence Welch nelle proprie canzoni sono variegati e spesso malinconici. Ha dichiarato di aver scritto alcuni pezzi dopo una sbornia, affermando che in quello stato si è più liberi di esprimersi. Grande amante della poesia, cita lo scrittore Ted Hughes come principale ispirazione per la realizzazione dell'album Lungs.

## Discografia

### Con i Florence and the Machine
- 2009 – Lungs
- 2011 – Ceremonials
- 2015 – How Big, How Blue, How Beautiful
- 2018 – High as Hope
- 2022  – Dance Fever

### Con gli Ashok
Album in studio
- 2007 – Plans

EP
- 2007 – Four Track EP

### Da solista

#### Singoli
- 2012 – Sweet Nothing (con Calvin Harris)

## Filmografia

### Cinema
- Song to Song, regia di Terrence Malick (2017)
- Gaga: Five Foot Two, regia di Chris Moukarbel (2017)